# Cantón de Fronton
El cantón de Fronton era una división administrativa francesa que estaba situada en el departamento de Alto Garona y la región de Mediodía-Pirineos.

## Composición
El cantón estaba formado por dieciséis comunas:
- Bouloc
- Bruguières
- Castelnau-d'Estrétefonds
- Cépet
- Fronton
- Gargas
- Gratentour
- Labastide-Saint-Sernin
- Lespinasse
- Saint-Jory
- Saint-Rustice
- Saint-Sauveur
- Vacquiers
- Villariès
- Villaudric
- Villeneuve-lès-Bouloc

## Supresión del cantón de Fronton
En aplicación del Decreto n.º 2014-152 de 13 de febrero de 2014, el cantón de Fronton fue suprimido el 22 de marzo de 2015 y sus 16 comunas pasaron a formar parte; diez del nuevo cantón de Villemur-sur-Tarn, cuatro del nuevo cantón de Castelginest y dos del nuevo cantón de Pechbonnieu.